# U 1058
U 1058 war ein U-Boot vom Typ VII C, der meistgebauten U-Boot-Klasse des Zweiten Weltkrieges. Es wurde von der deutschen Kriegsmarine im Rahmen des Zweiten Weltkrieges im Nordatlantik eingesetzt.

## Bau und Technische Daten
Die Kieler Germaniawerft baute seit 1935 – zunächst unter Geheimhaltung zur Umgehung der Bestimmungen des Versailler Vertrags – U-Boote für die deutsche Marine. U 1058 gehörte zum elften Bauauftrag der während des Zweiten Weltkrieges von Seiten der Kriegsmarine an diese Werft erging. Der Auftrag umfasste insgesamt zwölf Boote, alle vom Typ VII C, auch „Atlantikboot“ genannt. Ein U-Boot dieser U-Bootklasse hatte eine Länge von 67 m und verdrängte unter Wasser 865 m³. Es wurde von zwei Dieselmotoren angetrieben, die eine Geschwindigkeit von 17 kn erbrachten. Unter Wasser gewährleisteten zwei Elektromotoren eine Geschwindigkeit von 7,6 kn.
Wie viele Boote seiner Zeit trug auch U 1058 ein Zeichen am Turm: Ein Hai vor einem Galgen. Es handelte sich um das Crewabzeichen des Offiziersjahrgangs von 1939, dem der Kommandant Oberleutnant zur See Hermann Bruder angehörte.

## Einsatz und Geschichte
U 1058 gehörte bis zum 31. Dezember 1944 zur 5. U-Flottille und war in Kiel stationiert. Am 1. Januar 1945 wurde es der 11. U-Flottille als Frontboot zugeteilt. Kommandant Bruder lief mit dem Boot Ende Dezember aus Kiel aus. Das Boot fuhr zunächst nach Horten, dann nach Stavanger und erreichte schließlich Kristiansand. Von hier aus lief U 1058 zur ersten Unternehmung aus.
Am 13. Februar meldete Kommandant Bruder, einen Frachter mit 9000 BRT torpediert zu haben. Diese Versenkung konnte jedoch nicht bestätigt werden. Nach einer Patrouille im Nordatlantik und in der Irischen See lief das Boot am 26. März in Bergen ein. Von hier aus lief Kommandant Bruder am 28. April aus und übergab das Boot am 10. Mai im Loch Eriboll den britischen Streitkräften.

### Verbleib des Bootes
Das Boot wurde zunächst im Hafen von Londonderry interniert und dann im Rahmen von Operation Cabal an die sowjetische Marine übergeben, wo es zehn Jahre verblieb, bis es schließlich abgewrackt wurde.